# Obietnice Różańca Świętego
Obietnice Różańca Świętego – obietnice będące treścią tzw. objawienia prywatnego bł. Alana de Rupe.
Obietnic tych jest piętnaście, tyle ile pierwotnie (przed zmianą dokonaną przez papieża Jana Pawła II 16 października 2002 r.) było tajemnic Różańca. Oto one:
1. Ktokolwiek będzie Mi służył przez odmawianie Różańca Św. otrzyma wyjątkowe łaski.
2. Obiecuję Moją specjalną obronę i największe łaski wszystkim tym, którzy będą odmawiać Różaniec.
3. Różaniec stanie się bronią przeciw piekłu, zniszczy, pomniejszy grzechy, zwycięży heretyków.
4. Spowoduje on, że cnoty i dobre dzieła zakwitną; otrzyma on od Boga obfite przebaczenie dla dusz; odciągnie serca ludu od umiłowania świata i jego marności; podniesie je do pożądania rzeczy wiecznych.
5. Dusza, która poleci Mi się przez odmawianie Różańca, nie zginie.
6. Ktokolwiek będzie odmawiał Różaniec i odda się rozmyślaniu nad jego świętymi tajemnicami, nigdy nie będzie pokonany przez niepowodzenia. Bóg nie będzie karał w Swojej sprawiedliwości, nie zginie śmiercią niespodziewaną; jeżeli będzie sprawiedliwym, wytrwałym w łasce Bożej i będzie godnym życia wiecznego.
7. Ktokolwiek będzie miał prawdziwe nabożeństwo do Różańca - nie umrze bez Sakramentów Kościoła.
8. Wierni w odmawianiu Różańca będą mieli w życiu i przy śmierci światło Boże i pełnię Jego łaski.
9. Uwolnię z czyśćca tych, którzy mieli nabożeństwo do Różańca Świętego.
10. Wierne dzieci Różańca zasłużą na wysoki stopień chwały w niebie.
11. Otrzymacie wszystko o co prosicie przez odmawianie Różańca.
12. Wszystkich, którzy rozpowszechniają Różaniec będę wspomagała w ich potrzebach.
13. Otrzymałam od Mojego Boskiego Syna obietnicę, że wszyscy obrońcy Różańca będą mieli za wstawienników cały Dwór Niebieski w czasie życia i w godzinę śmierci.
14. Wszyscy, którzy odmawiają Różaniec są Moimi synami i braćmi Mojego Jedynego Syna Jezusa Chrystusa.
15. Nabożeństwo do Mojego Różańca jest wielkim znakiem przeznaczenia do nieba.